# 60th Street Tunnel Connection
La 60th Street Tunnel Connection est une courte ligne (au sens de tronçon du réseau) souterraine du métro de New York qui permet de relier le 60th Street Tunnel qui passe sous l'East River (et est relié à la BMT Broadway Line) avec l'IND Queens Boulevard Line à l'ouest de la station de Queens Plaza dans le Queens. Elle ouvrit le 1er décembre 1955, et permit aux trains de la Brooklyn-Manhattan Transit Corporation (BMT) de se connecter à l'IND Queens Boulevard Line alors qu'ils ne pouvaient auparavant utiliser que la BMT Astoria Line. La jonction est aujourd'hui empruntée par les métros R.